# رامونا (فلم 1916)
رامونا (بالإنجليزية: Ramona) هو فيلم أبيض وأسود درامي صامت أمريكي صدر عام 1916 من إخراج دونالد كريسپ استنادًا إلى رواية رامونا التي كتبتها هيلين هانت جاكسون عام 1884. تبلغ مدة الفيلم حوالي ثلاث ساعات ويعتبر فيلم ضائعًا حيث تم الاحتفاظ بالشريط الخامس فقط في مكتبة الكونجرس.

## ملخص الفيلم
في منزل السيدة مورينو في جنوب كاليفورنيا، تعيش رامونا، ابنة السيدة بالتبني. تقع في حب أليساندرو، وهو هندي من عائلة نبيلة وعندما تمنعها والدتها بالتبني من الزواج، تهرب رامونا مع أليساندرو.

## طاقم التمثيل
- أدا جليسون بدور رامونا
- مابل فان بورين بدور رامونا (في المقدمة)
- آن دفوراك بدور رامونا (4 سنوات) (باسم الطفلة آنا لير)
- مونرو سالزبوري بدور أليساندرو
- نايجل دي برولييه بدور فيليبي مورينو (باسم إن دي برولييه)
- ريتشارد ستيرلينج بدور أنجوس فايل
- ريد وينج بدور زوجته (باسم الأميرة ريد وينج)
- لورلين ليونز بدور السيدة مورينو
- أليس مورتون أوتن بدور ستارلايت
- دونالد كريسب بدور جيم فارار (باسم جيمس نيدهام)
- أليس دافنبورت بدور ماردا (باسم السيدة إتش دافنبورت)
- إي فالنسيا بدور خوان كانيتو
- مارتن بيست بدور الأب سالفيرديرا (يُنسب إليه اسم إتش إم بيست)
- آرثر تافاريس بدور الملازم فرانسيس أورتيجنا
- بياتريس بيرنهام

## روابط خارجية
- رامونا  في قاعدة بيانات الأفلام على الإنترنت (بالإنجليزية)
- رامونا (فلم 1916) في قاعدة بيانات تيرنر كلاسيك موفيز للأفلام.
- رامونا على فهرس معهد الفيلم الأمريكي